# Gerhardi Alutechnik
Das in Lüdenscheid ansässige Unternehmen Gerhardi AluTechnik GmbH ist ein Hersteller von Aluminiumprofilen, das die Branchen Automotive, Bauwesen, Industrieanwendungen, Elektroindustrie, Leuchten- und Möbelindustrie sowie die Medizintechnik international bedient. Das im Jahr 1796 gegründete Unternehmen beschäftigt aktuell über 80 Mitarbeiter am Standort Lüdenscheid-Freisenberg.

## Geschichte
Seit dem Ende des 18. Jahrhunderts befindet sich die Firma Gerhardi in Familienbesitz. Den Ursprung des Unternehmens legte Hermann Richard Gerhardi mit seinen Neffen Caspar Gerhardi und Friedrich Nottebohm durch den Zusammenschluss ihrer handwerklichen Kleinbetriebe. Mit der Gründung der Schnallenfabrikation im Jahr 1796 entstand das Unternehmen mit dem Namen Gerhardi & Comp.
Seinerzeit als Fertigungsbetrieb für Knöpfe und Schnallen aus Messing und Kupfer gegründet, hat sich das Unternehmen im Jahr 1827 durch den Fabrikneubau am Sauerfeld, neben der Metallwarenfabrikation, um eine Maschinenfabrik erweitert. Diese wurde von Wilhelm Gerhardi, Sohn des Caspar Gerhardi, geleitet. Im Jahr 1879 verlegte der Mitinhaber Reinerus Steinweg die Metallwarenfabrikation von der Elspe auf den Lüdenscheider Stadtgebiet Loh. Über mehrere Jahrzehnte wurden hier Messing und Kupferartikel, wie Tee- und Kaffeeservices, hergestellt.
Seit 1920 hat sich das Unternehmen Gerhardi  auf Aluminium und seine Legierungen spezialisiert und fertigt seit 1945 Aluminiumprofile für unterschiedliche Anwendungszwecke. 
Durch die sich wandelnden Anforderungen des Marktes wurde ab dem Jahr 1952 verstärkt für die Automobilindustrie produziert. Unter anderem wandte sich das Unternehmen auch der Kunststoffverarbeitung zu.
Da die Kapazitäten für die Metallproduktion am Standort Loh nicht mehr ausreichten, wurde im Jahr 1980 ein Aluminium-Strangpresswerk am Freisenberg in Lüdenscheid erbaut. Dort wurde der Grundstein für das heutige Werk des Unternehmens Gerhardi AluTechnik gelegt.  
Im Jahr 2009 wurde die Fläche der Produktionshalle verdoppelt, sodass auf zwei Strangpressen hergestellt werden konnte. Die Aluminiumprofile werden heute auf zwei Strangpressen mit einer Presskraft von 2.000 t beziehungsweise 3.300 t produziert. Die Strangpresse mit der Presskraft von 3.300 t wurde mit der Erweiterung der Produktionshalle im Jahr 2009 in Betrieb genommen. Im Jahr 2015 wurde im Rahmen eines Umweltinnovationsprogramms ein neues Kühlkonzept zur Kühlung von Strangpressprofilen eingeführt. Dieses seinerzeit einzigartige Vorhaben wurde vom Bundesministerium für Wirtschaft und Energie gefördert. Heute beliefert das Unternehmen unter der Aufsicht des technischen Leiters Edgar Arens unter anderem Zulieferer der Automobilindustrie mit Profilen im Bereich der Karosseriefertigung und der Elektromobilität.

## Produkte

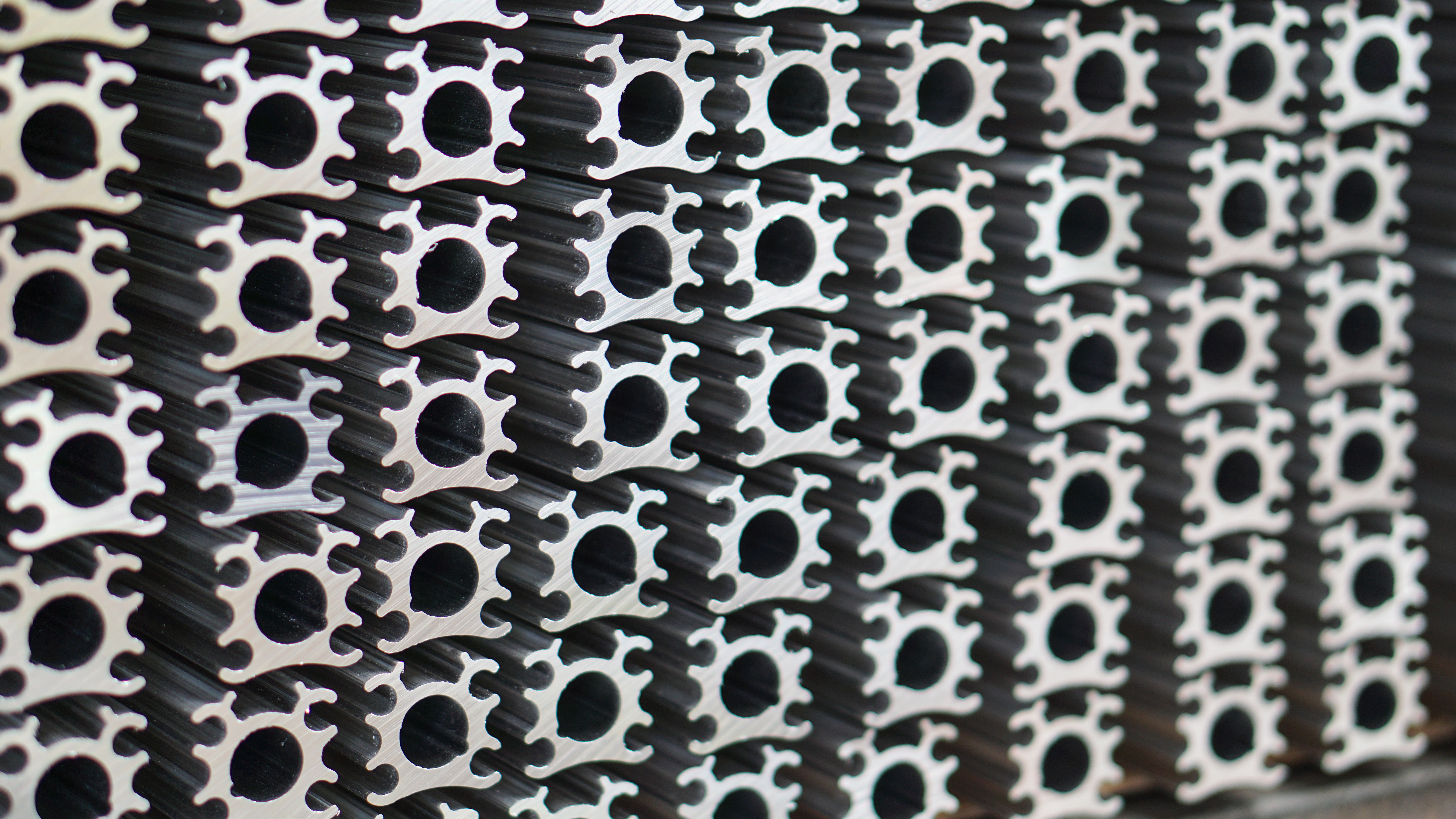
Aluminiumprofile des Unternehmens

Das Produktportfolio des Unternehmens  wird in die Segmente Automotive, Bauwesen, Elektronik-Komponenten und technische Profile unterteilt.
Automotive
- Wärmetauscher
- Crashboxen
- Dekorative Kofferraumschienen
- Pkw-Zierleisten (Dachreling-Systeme)
- Lkw-Frontmodul

Bauwesen
- Rollladenprofile und -führungsschienen
- Fenster- und Türrahmen
- Raumteilung
- Fußleisten

Elektronik-Komponenten
- Kühlkörperprofile
- Leuchteneinfassungen

Technische Profile
- Industrieprofile